# ポケモントレッタ
『ポケモントレッタ』 (PokémonTRETTA) は、ポケットモンスターを題材としたアーケードゲーム。

## 概要
ポケモンバトリオの実質的な後継作品である本作は、ポケモンバトリオ同様ポケモンセンター（一部除き）やショッピングセンター、ゲーム施設などに設置がなされていた。
ポケモンバトリオではプラスチック製のコインを用いたが、本作では『ポケモントレッタ』（幅41mm×高さ41mm×厚さ3.6mm）と呼ばれる正方形型のものを筐体に読み込ませることでゲームが進行した。また、捕獲したポケモンなどの情報記録に『トレッタレポート』と呼ばれるICカードを用いた。なお、ポケモンバトリオでは対人戦が可能であったが、本作は現時点では対人戦機能は無く 二人プレイは出来るが対戦相手はCOMのみとなっていた。
2013年8月現在、トレッタの累計出荷数は8,700万枚、筐体は全国2,000店舗以上に設置されていた。
2016年6月をもって稼動終了となった。実質的な後継機として2016年7月7日より『ポケモンガオーレ』が稼働開始。国内での稼働終了後は海外で稼働していていた。

## ゲームプレイ
2枚以上のポケモントレッタを排出する場合はその分追加の料金が発生する。
ゲームでゲット
本作のメインモード。ポケモンを探し、バトルし、捕まえるというポケットモンスターシリーズの基礎的な流れに準じており、実際に捕まえたポケモンがポケモントレッタとして排出されるのは本作最大の特徴といえる。
サーチモード
ポケモンを探すモード。ダイヤルを回転させ表示されている6種類のエリアの内3種類を選択する。エリアを選択するとポケモンが3匹出現する。ザ・ポケモントレッタ03弾からは1つのエリアに同時に2匹のポケモンが出現する事もある（その場合は2匹のうち片方を選択して出会う）。
バトルモード
サーチモードで出現したポケモンとバトルをするモード。以下、バトルの流れ。
- 自分のポケモントレッタを読み込ませ、ポケモンを出現させる（手持ちが無い場合はレンタルポケモンが参戦）。
- 自分のポケモンから使用する技を選択する。
- アタックボーナスルーレットを行う(アルティメットクラスはアタックボーナススロットを行う)。
- ポケモンが攻撃を行う。

相手のポケモンを攻撃すると、ゲットダメージが相手に蓄積され、これが満タンになると行動不能（ゲットチャンス）になる。ポケモントレッタアルティメットからは既にゲットチャンスのポケモンにアルティメットクラスの技「アルティメットわざ」をあてるとゲットチャンスよりも更にポケモンをゲットしやすくなる「超ゲットチャンス」という状態になる。ファイナルラウンドの攻撃終了後、パートナーポケモンが追加攻撃する場合がある（発動条件アリ）。
自分もしくは相手のポケモンが全て行動不能になる、3ラウンド経過する事によってバトルモードが終了しゲットモードに移行する。
ゲットモード
- ポケモンを捕獲するモード。このモードになると『ボールルーレット』が回転し、モンスターボールを模した『ボールボタン』を押すと使用するモンスターボールが決定される。モンスターボールは技の選択が早い場合、もしくは味方のポケモンが勝ち残った数によって、スーパーボールやハイパーボールに変化する。ザ・ポケモントレッタ 03弾から時々ボールボタンを押した時にボールとボールの間、つまり中他半端なところでカーソルが止まりボールボタンを連打するとグレードの高いボールに変わる事がある『ルーレットチャンス』という機能が追加された。
- ボールが決定すると投擲される。捕獲ができたポケモンはポケモントレッタとして排出される。

いますぐゲット
ポケモンとの戦闘を省き、クイックボールを投げて即ポケモントレッタを排出するモード。ボールを投げる地形はランダムで選択される。
ふたりでゲット
フェス1弾から追加されたモード。内容はゲームでゲットと同じだが、プレイヤー以外がボタンやダイヤルを使用することで応援ができる。
うでだめし
ザ・ポケモントレッタ04弾から追加されたモード。内容がゲームでゲットとは異なり、登場する相手にトレーナーが加わる。トレーナーが加わった事により、通常のモードではメガシンカしない相手ポケモンもメガシンカする。次に、相手ポケモンも通常のモードとは異なる。相手ポケモンは歴代のポケモントレッタシリーズでレジェンドクラスやマスタークラスだったポケモンや、メガシンカするポケモンなど最強クラスのポケモンが相手となる。ポケモントレッタアルティメット2弾まではメガ強！メガシンカバトルなど各種メガシンカバトルなどで登場したトップリーガーが相手トレーナーを務めたが、ポケモントレッタアルティメット3弾からは対戦相手が増え、現時点では最大5人のトレーナーの中から選んで勝負する事が出来る。(一部トレーナーは戦うための条件アリ)。トレッタレポートを持っているプレイヤーはバトル終了後にゼルネアスやイベルタル(ザ・ポケモントレッタ05弾〜)、レシラム・ゼクロム・キュレム(ポケモントレッタアルティメット1弾～)、ミュウツー(ポケモントレッタアルティメット2弾～)、ダークライ(ポケモントレッタアルティメット3弾～)、ジガルデ(ポケモントレッタアルティメット4弾～)、ルカリオ・アルセウス(ポケモントレッタアルティメットZ1弾～)、バンギラス・ギラティナ(ポケモントレッタアルティメットZ2弾～)、レックウザ(ポケモントレッタアルティメットZ3弾～)といった新しいエクストラアタッカーのパートナーを仲間にする事が出来るルーレットに挑戦出来る(既に仲間にしている場合は無い。※アルティメット4弾でジガルデより前述のエクストラアタッカーを仲間にしていないプレイヤーはこちらからのスタートになる。)。このルーレットは、うでだめしモードに挑戦すればする程成功、つまりはエクストラアタッカーを仲間にしやすくなる。なお、このモードはメガシンカバトル同様相手ポケモンをゲットする事は出来ず、ゲーム終了後に貰えるトレッタは現況弾のトレッタ1枚がランダムに貰える。

## システム
トレッタのシステム
ポケエネ
各トレッタに記載されている数値。そのトレッタの強さを表し、現在28〜265の幅がある。この数値によってサーチモードでポケモンに遭遇した時の反応が変わる。ポケエネ85以上105未満のポケモンに遭遇すると「つよいポケモンがいるぞ!」となり、ポケエネ105以上のポケモンに遭遇すると「すごくつよいポケモンがいるぞ!!」となる。なお、変更理由は不明だが 現況弾のトレッタが在庫切れで稼働弾より前の弾のトレッタが筐体に入っていて遭遇した場合はポケエネが105以上だとしても「つよいポケモンがいるぞ!」となる場合がある(ポケモントレッタアルティメット1弾稼働中に在庫切れで代わりにザ・ポケモントレッタ02弾のトレッタが挿入されている時にポケエネ108のシークレットクラスのクレセリアに遭遇した時に発生)。
HP
そのトレッタの体力を表す。トレッタ上では数値化されているが、ゲーム上ではグラフで表示されている。
こうげき
そのトレッタの攻撃力を表す。攻撃力が高いほど相手に与えられるダメージが増え、ゲットモードで捕まえやすくなる。
ぼうぎょ
そのトレッタの防御力を表す。防御力が高いほど相手から受けるダメージが少なくなり、ゲットモードでいいボールが狙いやすくなる。
すばやさ
そのトレッタの素早さを表す。素早いほど先手を取りやすく、攻撃も避けやすい。
いちげきひっさつわざ
ポケモントレッタ　アルティメットZより登場したわざの種類で、いちげきひっさつわざはトレッタの技名の部分が赤文字になっている。いちげきひっさつわざが当たれば相手のポケモンを確実にゲットチャンスにすることが出来るが、命中率はかなり低い。
アルティメットわざ
ポケモントレッタ アルティメットより登場した通常の技が強化されたと言うべき技。現時点では基本的にアルティメットクラスのポケモンしか放つ事は出来ない(唯一の例外で次世代WHFなどで開催されたイベント、「アルティメットチャレンジ」というイベントの勝利景品のトロフィーポケモントレッタのいろちがいのレックウザ・キュレム・アルセウス、「アルティメットZチャレンジ」勝利景品のジガルデ・パーフェクトフォルムがアルティメットクラス以外のポケモンでアルティメットわざを放つ事が出来る)。通常の技と違う点はまず技のアニメーションが豪華である(技を放つ時に平仮名、もしくは片仮名でそのポケモンが放つ技名が表示される)。 次に、既にゲットチャンスのポケモンにアルティメットわざを命中させると、ゲットチャンスより更にポケモンを捕まえやすくなる「超ゲットチャンス」という状態にする事が出来る。
タイプ
そのトレッタのポケモンのタイプ。
基本的にゲーム本編と同じタイプが設定されているが、ゲーム本編でタイプを2つ持つポケモンはどちらか1つのタイプが設定されている。メガシンカするとタイプが変わるものもある。
Zトレッタ
ポケモントレッタアルティメットZより登場したトレッタ。アニメの新シリーズに合わせて登場した。基本的なデザインは普通のトレッタと変わらないが大きな違いは二つあり、一つはトレッタのふち若しくはラベルに「Z TRETTA」と記載されている（アルティメットZトレッタはふちに、それ以外のトレッタはラベルに記載されている）。二つ目はゲームプレイ時に反映されるエフェクトが違う。Zトレッタはスキャンするとナビゲーターが相手ポケモンとの相性や自分のポケモン達の強さバランスを説明してくれるところで「Zトレッタがスキャンされたぞ!」などと説明してくれる。
Zトレッタの効果は以下。
- ジガルデが、ジガルデ・パーフェクトフォルムにフォルムチェンジする。
- アタックボーナススロットがパワーアップし、最大+100のパーフェクトスロットが解放される。
- バトル終盤にポケモンが現れ、追加攻撃を行う。
- サーチモードでつよいポケモン・すごくつよいポケモンと表示されたポケモンとのバトルでミュウツーの闘争本能が目覚め、「ぜっこうちょう」よりも上の調子の「マックスボルテージ」状態になる。

特殊能力
ポケモンの中にはタイプや技、ポケエネの他に 特殊な効果持つトレッタも存在する。そのようなポケモントレッタは表面の左下の部分に能力の種類が記載されている。現時点で判明しているのは、特定のポケモン2匹以上スキャンして一緒にバトルに出すと、連携攻撃ができるコンボマークポケモン(これは通常の連携攻撃とは関係なく コンボが可能だとバトルモードの初めに「コンボこうげき せいりつ!」と表示が出る)、3ラウンド目に出すと姿が変化して変身前とは違うわざを繰り出せるフォルムチェンジマークポケモン、最大3枚まで読み込めて サーチモードで探索が有利になるサーチマークポケモン(但し特殊能力を持つポケモントレッタの中でこのトレッタだけは例外で、能力の発動がトレッタ第5弾 「ニャースとさがせ！あの3たい!!」でのみ発動可能)。
クラス
各トレッタに対する格付けのこと。通常はトレッタに記載されている★の数で判別ができる。
- ノーマルクラス - ★（星1個）。最も一般的なトレッタ。各弾の半数程度はこのクラスが占める。
- スーパークラス - ★★（星2個）。各弾のトレッタの8割程度がスーパーとノーマルのトレッタとなる。
- ハイパークラス - ★★★（星3個）。各弾に10種類前後の数がある。絵柄がキラキラ仕様。
- マスタークラス - ★★★★（星4個）。各弾に2〜4種類の数がある。トレッタがクリアラメ仕様で絵柄もキラキラ仕様。
- レジェンドクラス - ポケモントレッタ第2弾より登場したクラス。最も貴重なクラスで、各弾に1枚～2枚ある。(公式では2枚の時はダブルレジェンドと呼ばれる)★ではなく「LEGEND」と記載されている。トレッタは黒。ザ・ポケモントレッタからは背景のモンスターボールが金色のように光り、絵柄はキラキラ仕様。
- シークレットクラス - ザ・ポケモントレッタ 00弾より登場したクラス。レジェンドクラスと同じく最も貴重なクラスで、各弾に1枚だけある。★ではなく裏に「SECRET」と記載されている。トレッタは白のクリアパックで背景のモンスターボールが銀色のように光り、絵柄はキラキラ仕様。ザ・ポケモントレッタ04弾からはトレッタの色などの一部箇所の仕様がこれまでのシークレットクラスとは異なるポケモンが登場した。ポケモントレッタアルティメットでアルティメットクラスの登場に伴いポケモントレッタアルティメット 1弾で一時廃止されたが、アルティメット 2弾にて再び登場した。
- アルティメットクラス - ポケモントレッタアルティメット 1弾より登場したクラス。レジェンドクラス・シークレットクラス同様最も貴重なクラスで各弾に1枚だけある。★ではなく「ULTIMATE」と記載されている。トレッタの色はこれまでには無い黄金となっている(シール表面は金箔のようになっていてパック自体は金色のクレヨン的な色になっている)。 珍しさはシークレットクラスを超え、その強さはポケモントレッタ公式サイトやチラシでもレジェンドクラスを超えると言われている。さらに、前述した2つの新システムであるアタックボーナススロットや超ゲットチャンスにする事が出来るアルティメットわざを使う事が出来る(現在、アタックボーナススロットはアルティメットクラスのポケモンのみが使う事が出来る。アルティメットわざはアルティメットクラスのポケモンのみ使う事ができる技だがWHF等で開催された、「アルティメットチャレンジ」というイベントの勝利景品のトロフィーポケモントレッタのいろちがいのレックウザ・キュレム・アルセウス、「アルティメットZチャレンジ～サトシとともにバトル!～」勝利景品のジガルデ・パーフェクトフォルムが例外でアルティメットクラス以外のポケモンでアルティメットわざを使う事が出来るポケモンである)。
- オリジンクラス - アルティメットZ3弾で「ポケットモンスター赤・緑」発売20周年を記念して登場した。リザードン・フシギバナの2種類。
- ルーキーポケモントレッタ（橙）・オリジナルポケモントレッタ - 雑誌・イベントなどの付録になっているトレッタ。
- トロフィーポケモントレッタ・トロフィーメガシンカトレッタ・トロフィーZトレッタ（紫） - ポケモントレッタの公式大会などでもらえるトレッタ。
- スペシャルポケモントレッタ - 劇場版ポケットモンスターの入場者プレゼントとなっているトレッタ

やる気
ポケモントレッタをスキャンした際に行われるコンディションチェックで変化するパラメータ。最新弾のトレッタを使用するとポケモンの能力が上がりやすく、それ以外では下がりやすい。ザ･ポケモントレッタ00弾からは各ラウンドごとにコンディションチェックが行われるようになり、02弾からはやる気の種類にぜっこうちょうが加わり、最新弾のトレッタはすべて必ずぜっこうちょうになるようになった。
パートナーポケモン
トレッタレポートを使用した際のみ使用可能。初回プレイ時にポケモンのタマゴがもらえ、プレイ回数に応じて成長していき、バトルをサポートしてくれる。サポートの内容はポケモンの種類によって変化する。プレイを続けると経験値が貯まり最終進化系まで達すると、エクストラアタッカーとして手元に残る。00弾以降は育てているポケモンが最後まで進化したら、その次のプレイ時に新しいパートナーを選べるようになり、その弾以内に最終進化系まで達しなくても逃げなくなった。
現在パートナーポケモンとなっているポケモンは以下。
- 第1弾〜第3弾：フシギダネ、ヒトカゲ、ゼニガメ
- 第4弾〜フェス1弾：ナエトル、ヒコザル、ポッチャマ
- フェス2弾･3弾：タツベイ、ダンバル
- ザ・03弾：ツタージャ、ポカブ、ミジュマル

エクストラアタッカー(サポーター)
トレッタレポートを使用した際のみ使用可能。バトル中にランダムで現れて敵ポケモンに攻撃や味方のサポートをしてくれるポケモン。特定の条件をみたすことで入手でき、永続的に使用が可能である。なお、このサポートしてくれるポケモンの呼び方はフェスまではサポーター。ザ・シリーズからはアタッカーとなっている。
ひみつのチケット
トレッタレポートを使用した際のみ使用可能。特定のトレッタを使用することで手に入るチケット。次の弾でエクストラサポーターに変化する。
レギュラーツアー
1試合3回のチャンスがあるポケモントレッタリーグの新たなカップ戦システム。4つのランクがあり、ブロンズ→シルバー→ゴールド→レインボーと昇格していき、後述になる程難易度が上がる(獲得スコアが低いなど悪い成績の場合は挑戦できるランクが下がる)。主な参加方法はゲームでゲットかいますぐゲットを選択するだけ。トレッタレポートがあればツアー終了後にスーパーボール以上のボールが獲得でき、次のプレイのゲットモードで使用することができる。ポケモンにはそれぞれスコアというものがあり、各カップで優勝するには3プレイ以内にそれなりのスコアのポケモンを捕獲しなければならない(例 ブロンズカップで優勝するための条件:ゲットスコア10,000点以上獲得。ザ・ポケモントレッタ公式サイト参照。)。
ゲットスコア(ゲットポイント)
ポケモンを捕まえるごとに増加する数値。スコアによってレギュラーツアーで優勝でき、トロフィーや次のプレイで使用することができるスーパーボール以上のけいひん・さんかしょう(但しこれはトレッタレポートを使用した場合のみ)が獲得できる。
コンプ
一定条件を満たすとゲットポイントが貰えるシステム。各弾のポケモンを全て発見する「はっけんコンプ」、全て捕まえる「ポケモンコンプ」、全てのトレッタを集める「ポケモントレッタコンプ」がある。
ウィークリーボーナス
ゲームの際に週替りで特別な効果が付与されるシステム。サーチモードでポケモンのシルエットが1つ増え、探索が有利になる「サーチボーナス」、アタックボーナスルーレットで与えるダメージが増える「バトルボーナス」、ゲットモードのボールのマスターボールが1つ増える「ゲットボーナス」の3種類がある。
Xパワー/Yパワー
フェス3弾から搭載。タイトル画面に表示されるXパワー/Yパワーが貯まり、ダイヤル回転を行うと、ゼルネアス、イベルタルの力を借りてバトルが有利になる。Xパワー/Yパワーは時間経過のほかに、『ポケットモンスター XY』と通信することで貯まる。ザ・ポケモントレッタ 03弾で廃止された。
なかまパワー
トレッタレポートを使用した際のみ発動する。各クラスの同クラス・同名のポケモンを2枚以上集め、その集めた数をトレッタレポートに記録すると自然と発動する。トレッタのクラスのようにランクがあり、スーパー、ハイパー、マスターと後になるほどゲームプレイ時での影響が大きい。また、なかまパワーの発動は何枚集めれば発動するかはポケモン毎に違い マスターなかまパワーまで発動させる事が出来ればノーマルクラスのポケモンでもマスタークラスのポケモンに匹敵する強さを与える事が出来る。なかまパワーが発動したかどうかはゲーム終了時のトレッタレポート記録時か又はバトルモードでポケモンをスキャンした時に確認出来る。なお、アルティメット・レジェンド・シークレット・オリジン・トロフィー・ルーキー・スペシャル・オリジナルクラスのポケモンは2枚以上集めて記録してもなかまパワーは発動しない。
なかまゲージ
ザ・ポケモントレッタ1弾から搭載。なかまがダメージを受けると自分のHPゲージの周りのゲージがたまっていき、MAXになるともう一体ポケモンを召喚するスキャンチャンスか、メガシンカできるポケモンがいる場合はポケモンメガリングやポケモンメガバングル(メガバングルPlus)という関連商品の光を筐体にあてると、メガシンカに対応したポケモンがメガシンカする。またメガシンカについては、ポケモンメガリングなどがなくても、筐体のボタンを押せばキーストーンというものを貸してもらえるかルーレットで判定が行われ、成功すればメガシンカすることができる。ザ・ポケモントレッタ03弾からはなかまゲージが廃止された為、スキャンチャンスは出来なくなり 代わりに1ラウンド目からメガシンカ出来るようになった。
アルティメットクラスをおでまし~！システム
ポケモントレッタアルティメット2弾から登場したシステム。バトルモード終盤で、時々フーパが現れてアルティメットクラスのポケモンをおでまし~！して取り寄せてしまう。その取り寄せたポケモンは、登場した時点では敵になるか味方になるか分からず、プレイヤーが青ボタンと黄ボタンを連打して「こっちきて！」とする事によってどちらになるかは決まり、対象となった方の相手側に向けてアルティメットわざを放つ。ポケモントレッタアルティメット2弾ではアルティメットクラスのキュレムが登場して技、「こごえるせかい」を放ち、アルティメット3弾ではアルティメットクラスのアルセウスが登場して技、「さばきのつぶて」を放つ。ポケモントレッタアルティメット4弾で廃止された模様。
ポケモンこうかんタイム
ポケモントレッタアルティメット4弾より登場したシステム。ゲームでゲットのサーチモードの前にうでだめしモードでも登場する5人のトレッタリーガーの誰かが「ポケモンを今度こうかんしない?」というセリフを言ってくると発生。
(ポケモントレッタ公式サイトでは必ずとは記載されてないが今のところ声をかけられた後の発生確率は100%) 発生後はゲットモードで通常のように連れて帰るポケモンを選択するとナビゲーターが現れ自動で「突然ですがここでポケモンこうかんターイム！」と話して進行する。その後は前述のトレッタリーガーの誰かが現れ自分のポケモン(筐体のターンテーブルに装填されているトレッタ)をプレイヤーのゲットしようとしたポケモンと交換しないか交換の要請を頼んでくる。なお、ゲームでゲット冒頭に現れるリーガーとゲットモードで現れるリーガーは必ずしも同じとは限らない。

## リリース
- ポケモントレッタ
  - 2012年7月中旬 - ポケモントレッタ 第1弾「ポケモントレッタリーグ開幕！」稼働開始
  - 2012年9月中旬 - ポケモントレッタ 第2弾「伝説のポケモンをさがせ！」稼働開始
  - 2012年12月上旬 - ポケモントレッタ 第3弾「ブラックキュレムとホワイトキュレム」稼働開始
  - 2013年2月中旬 - ポケモントレッタ 第4弾「ゲノセクトを目撃せよ！」稼働開始
  - 2013年5月中旬 - ポケモントレッタ 第5弾「ニャースとさがせ！あの3体!!」稼働開始
- ポケモントレッタフェス
  - 2013年7月中旬 - ポケモントレッタフェス1弾「あつまれ！ニューリーガー」稼働開始
  - 2013年9月中旬 - ポケモントレッタフェス2弾「みんなでいこうぜ！ つかまえようぜ！」稼働開始
  - 2013年11月中旬 - ポケモントレッタフェス3弾「みたか！ あらたなパワー！」稼働開始
- ザ・ポケモントレッタ
  - 2014年2月中旬 - ザ・ポケモントレッタ 00弾「ハリマロン！フォッコ！ケロマツ！」稼働開始
  - 2014年4月下旬 - ザ・ポケモントレッタ 01弾「メガシンカをたいけんせよ！」稼働開始
  - 2014年7月上旬 - ザ・ポケモントレッタ 02弾「ゼルネアスとイベルタル」稼働開始
  - 2014年9月下旬 - ザ・ポケモントレッタ 03弾「さがせ！さいきょうのなかま」稼働開始
  - 2014年12月上旬 - ザ・ポケモントレッタ 04弾「ゲンシカイキの超パワー！」稼働開始
  - 2015年1月下旬 - ザ・ポケモントレッタ 05弾「しゅうらい！メガレックウザ」稼働開始
- ポケモントレッタアルティメット
  - 2015年3月下旬 - ポケモントレッタアルティメット 1弾 「ガリョウテンセイ！黒いメガレックウザ飛翔」稼働開始
  - 2015年5月中旬 - ポケモントレッタアルティメット 2弾 「こごえるせかい！キュレム強襲」稼働開始
  - 2015年7月中旬 - ポケモントレッタアルティメット 3弾 「さばきのつぶて！アルセウス光臨」稼働開始
  - 2015年9月中旬 - ポケモントレッタアルティメット 4弾 「いじげんラッシュ！フーパ変幻」稼働開始
- ポケモントレッタアルティメットZ
  - 2015年11月中旬 - ポケモントレッタアルティメットZ1弾 「誕生！Zトレッタ！！」稼働開始
  - 2016年1月中旬 - ポケモントレッタアルティメットZ2弾 「ジガルデ超パワーアップサトシゲッコウガ参上」稼働開始
  - 2016年3月中旬 - ポケモントレッタアルティメットZ3弾 「史上最強！ミュウツーマックスボルテージ！！」稼働開始
  - 2016年5月中旬 - ポケモントレッタアルティメットZ4弾 「大集結！伝説！幻！メガシンカ！」稼働開始

## 関連商品

### トレッタレポート
ポケモントレッタの情報記録に用いるICカード。記録されるのは「捕獲したポケモン」「ゲットポイント」「パートナーポケモン」など。アーケード筐体の左上部分に置く部分があり、設置することで記録ができる。複数種類があるがいずれも記録回数は400回で性能に変化はない。
デザイン
- トレッタレポート - ツタージャ、ポカブ、ミジュマルが描かれたもの。『ポケモントレッタ　はじめてポケモントレッタセット』に同梱されているものもこれとなる。
- キュレムデザイン - ブラックキュレムとホワイトキュレムが描かれたもの。
- ピカチュウバージョン - ピカチュウが描かれたもの。『DXポケモントレッタセット ピカチュウバージョン』同梱。
- はじめてバージョン - ジャノビー、チャオブー、フタチマルが描かれたもの。『ポケモントレッタ　はじめてポケモントレッタセット　ジャノビー・チャオブー・フタチマル』に同梱。
- ドリームバージョン - ピカチュウ・キュレム・サザンドラ・ミジュマルが描かれたもの。 『ポケモントレッタ　ドリームボックス』に同梱。
- ゼルネアス・イベルタルバージョン - ゼルネアスとイベルタルが描かれたもの。
- イーブイボックスバージョン - イーブイが描かれたもの。『ポケモントレッタ　イーブイボックス』に同梱。
- ゲンシグラードン・ゲンシカイオーガバージョン - ゲンシグラードン・ゲンシカイオーガが描かれたもの。DXトレッタファイルセット ゲンシグラードン・ゲンシカイオーガバージョンに同梱。

### トレッタファイル・ケース他
トレッタケース
ポケモントレッタ30枚を収納出来るケース。カラーバリエーションはモンスターボールとスーパーボールの2種。
アクショントレッタケース
ポケモントレッタ18枚とトレッタレポート1枚を収納出来るケース（内3枚のトレッタはセットして収納出来る）。
トレッタボックス
ポケモントレッタ20枚とトレッタレポート1枚を収納出来るボックス型のケース。なお、このケースはケースにトレッタレポートをはめたままトレッタレポートを読み込ませる事が出来る。
コレクショントランク ポケモンスーパーボールカラー
ポケモントレッタ99枚とトレッタレポート1枚を収納出来るトランクケース。後述のポケモントレッタ カスタマイズトランクと縦に繋いで更に大型に収納する事も可能。
ポケモントレッタ カスタマイズトランク
使用用途に応じて自由にカスタマイズ出来る大容量なコレクショントランクの改良型。2つのタイプを自由にセレクトして収納。タイプAのメガリング収納型はポケモンメガリング1個とポケモントレッタ51枚、トレッタレポート1枚が収納可能。タイプBはトレッタ収納型。こちらは前述のコレクショントランクと同じ仕様。
トレッタファイル
ポケモントレッタ48枚とトレッタレポート6枚が収納可能。
ポケモントレッタ ジャンボトレッタファイル
トレッタファイルの大型版。ポケモントレッタ108枚とトレッタレポート6枚を収納出来る。

### トレッタセット
ポケモントレッタドリームBOX
ポケモントレッタ（無印）シリーズの中で人気が高かったポケモンのトレッタ4枚とこのセット限定のドリームバージョンのトレッタレポート1枚と攻略ガイドブックやアートボードがセットになったトレッタファン必須のセット。
DXトレッタファイルセット ゲンシグラードン・ゲンシカイオーガバージョン
トレッタファイル1冊とトレッタレポート1個、メタリックバージョンのルーキーポケモントレッタキモリ、アチャモ、ミズゴロウの3枚とオリジナルステッカー2枚、攻略ガイドブックのセット。
トレッタ強化セット パワー10/スピード10
このセット限定カラーのトレッタ10枚とオリジナルステッカー1枚、攻略ガイドブック1冊のセット。パワー10はパワー自慢のポケモントレッタが、スピード10には素早さに長けたポケモントレッタが収録されている。

### ポケモントレッタラボ for ニンテンドー3DS
『ポケモントレッタラボ for ニンテンドー3DS』はニンテンドー3DSを用いてポケモントレッタを読みこませることが出来る周辺機器である。2013年8月10日発売。
専用のトレッタスキャナーを3DSに装着し、トレッタを挿入することで情報を読み取らせることが出来る仕組みとなっており、「『トレッタ』を家でも楽しめないか」というコンセプトの元生まれた。トレッタスキャナーは市販されているが、ゲームソフト自体はニンテンドーeショップでのダウンロード専用ソフトとなっている。フェス2弾と3弾へ対応する更新データも配信されたが、「ザ・ポケモントレッタ」シリーズ以降のトレッタには非対応となっており、事実上の開発終了となった。Newニンテンドー3DS、Newニンテンドー3DS LL、ニンテンドー2DS、Newニンテンドー2DS LLには非対応となっている。

#### 更新データ
- 2013年8月23日 - スキャン精度を向上させる更新データ配信。「トレッタを読み込まない」という報告が多数あることから配信された[9]。
- 2013年9月20日 - フェス2弾のトレッタが読み込めるようになる追加データを配信。
- 2013年11月13日 - フェス3弾のトレッタが読み込めるようになる追加データを配信。

#### ゲームモード
トレッタアナライザー
読み込んだトレッタの情報を閲覧できるモード。そのトレッタのタイプ、クラス、見つけやすいエリアなどが表示される。
タイプチェッカー
2種類のトレッタを読み込ませ、タイプ相性を確認できるモード。
オートバトル
読み込ませたトレッタで対戦ができるオリジナルモード。アーケード版とは異なったルールとなる。
チャレンジバトル
読み込ませたトレッタを用いて、出てくる敵とバトルをするモード。

## ナビゲーター
- トレッタリーダー・ケント
- トレッタナビゲーター・シーモ
- トレッタナビガール・えりりん

## 主題歌
ゲット！ポケモントレッタ！
歌 - Gero / 作詞作編曲 - 鈴木ぷよ
第1弾〜第5弾の主題歌。
Go！ポケモントレッタ!!
歌 - Gero&太田健斗 / 作詞作編曲 - 鈴木ぷよ
フェス1弾〜フェス3弾、ザ・ポケモントレッタ00弾の主題歌。
ザ！ポケモントレッタ！withポケモンメガリング
歌 - Gero / 作詞作編曲 - 鈴木ぷよ
ザ・ポケモントレッタ 01弾〜05弾の主題歌。
ポケモントレッタアルティメット！！
歌 - Gero / 作詞作編曲 - 鈴木ぷよ
アルティメット1弾〜アルティメット4弾の主題歌。
ポケモントレッタアルティメットZ！！！
歌 - Gero 湯毛 鈴木ぷよ 川西ゆうこ / 作詞作編曲 - 鈴木ぷよ
アルティメットZ1弾〜アルティメットZ4弾の主題歌。